# Saint-Martin-le-Gréard
Saint-Martin-le-Gréard ist eine französische Gemeinde im Département Manche in der Region Normandie. Die Einwohner werden Saint-Martinais genannt.

## Geografie
Die Gemeinde liegt auf der Halbinsel Cotentin.
Sie besteht aus fünf größeren Weilern (Le Bourg, Le Bauché, Les Calais, Les Roumy und L'Écluse), und acht kleineren Weilern (Le Hameau Lecarpentier, Les Liais, L'Oraille, Le Palais, Les Martins, La Mare Vernier, La Haute Lande, und Les Patous).
Angrenzende Gemeinden sind Couville, Hardinvast, Tollevast, Brix und Breuville.
Im Osten des Gemeindegebietes fließt die Douve.

## Toponymie
Um das Jahr 1000 wurde S. Martinus, um 1150 Sanctus Martinus le Girart, 1280 Sancti Martini le Guérart, 1321 Saint Martin de Guérart, 1398 Saint Martin de Gréard, 1410 Saint Martin de Gréart und letztendlich  Saint Martin le Gréard erwähnt. Die Pfarrgemeinde ist Saint Martin de Tours gewidmet. Gréard ist ein typischer Patronym im Cotentin.

## Geschichte
Saint-Martin-le-Gréard hing von der Baronnie von Brix ab, 1 114 wurde es der Abtei von Saint-Sauveur-le-Vicomte vom Freiherrn von Brix, Adam de Bueys, gegeben.

## Bevölkerungsentwicklung
| Jahr      | 1962 | 1968 | 1975 | 1982 | 1990 | 1999 | 2009 | 2018 |
| Einwohner | 166  | 153  | 153  | 208  | 216  | 264  | 418  | 541  |

## Sehenswürdigkeiten

### Kirche Saint-Martin
Die ersten Fundamente reichen ins 12. Jahrhundert zurück.
Neben dem Hauptaltar ist die Statue von Saint Martin zu sehen. Sie kommt aus Bricquebec und wurde zwischen dem 17. Jahrhundert und dem Premier Empire hergestellt. Der Turm wurde 1875 mit Steinen aus Couville erbaut.
Es gibt eine bunte Statue aus Kalkstein aus dem 19. Jahrhundert, die zu Ehren von Saint Fiacre eingerichtet wurde. Rechts befindet sich ein Altar aus bemalten und vergoldeten Holz aus dem 16. und 17. Jahrhundert. Die alten Kirchenfenster wurden während des Zweiten Weltkrieges zerstört, sie wurden ersetzt. Im Friedhof kann man ein Calvaire (Kreuz) aus dem 17. Jahrhundert und Grabsteine aus dem 16. und 17. Jahrhundert sehen.

### Andere Plätze
Im Weiler L’Écluse, in einem Bauernhof, gibt es Überreste eines Gebäudes aus dem 16. Jahrhundert. Der Platz hing von baronnie (Domäne eines Freiherrn) de la Lutumière in Brix, Wiege  schottischer Könige ab.